# Ahmed Mulay Ali Hamadi
Ahmed Mulay Ali Hamadi (El Aaiún, Sahara Español, 1954) es un diplomático saharaui y escritor en español.

## Biografía
Ahmed Mulay Ali nació en El Aaiún cuando esta ciudad era capital de la provincia española del Sáhara Occidental. En 1976, ante la ocupación marroquí, huye del Sáhara enrolado en las filas del Frente Polisario. Marcha a México donde se licencia en Relaciones Exteriores en la UNAM. Es miembro de la Academia Mexicana de Derecho Internacional y es embajador de la República Árabe Saharaui Democrática en dicho país.
En 2006 comienza su carrera literaria con la novela Viaje a la sabiduría del desierto. Le seguiría El silencioso debate de los animales (2008) y Los senderos de la vida (2011). Toda su obra hasta la fecha ha sido publicada en México.
En 2014, junto al investigador Roberto Mercadillo Caballero, Ahmed Mulay Ali coordina la obra colectiva El otro en la arena. 20 miradas y un parpadeo al Sahara Occidental en donde numerosos autores (periodistas, artistas, activistas, políticos...) ofrecen una panorámica del territorio y el pueblo saharaui desde vértices económicos, políticos, historicistas o sociológicos.